# Pileta Caves
Pileta Caves är en grotta i Spanien.   Den ligger i provinsen Provincia de Málaga och regionen Andalusien, i den södra delen av landet, 400 km söder om huvudstaden Madrid. Pileta Caves ligger 565 meter över havet.
Terrängen runt Pileta Caves är huvudsakligen kuperad. Pileta Caves ligger nere i en dal. Runt Pileta Caves är det glesbefolkat, med 12 invånare per kvadratkilometer. Närmaste större samhälle är Ronda, 8,1 km öster om Pileta Caves. 